# William Ávila
Carlos William Ávila Salas (Ciudad Quesada, Costa Rica; 27 de octubre de 1956-Grecia, Costa Rica; 19 de abril de 2016) fue un futbolista costarricense que se desempeñaba como centrocampista.
Se quitó la vida luego de haberse lanzado al puente Rafael Iglesias, en Grecia, ya que padeció depresión porque le detectaron cáncer de próstata.

## Trayectoria
Ganó con el equipo de su ciudad natal los campeonatos de Segunda División de 1977 y 1978. Al obtener el primer título, ascendió a la Primera División, debutando el 18 de diciembre de 1977 en el empate a uno contra Municipal Puntarenas.
Anotó 17 goles en la máxima división de su país, siendo el primero el 22 de julio de 1979 en otro empate a uno, ante el Cartaginés. A mediados de 1987, fichó por el Limonense, donde se retiró un año después.

## Selección nacional
Jugó 10 partidos internacionales con la selección de Costa Rica, desde 1979 hasta 1983. Disputó el Preolímpico de Concacaf de 1980, obteniendo el primer lugar y calificando a los Juegos Olímpicos de Moscú 1980.
En la olimpiada, se hizo presente en el grupo D en la derrota ante Yugoslavia de 3-2, entrando de cambio al minuto 60'.

### Participaciones en Juegos Olímpicos
| Juego                    | Sede  | Resultado     |
| ------------------------ | ----- | ------------- |
| Juegos Olímpicos de 1980 | Moscú | Primera ronda |

## Palmarés

### Títulos nacionales
| Título           | Equipo     | País       | Año  |
| ---------------- | ---------- | ---------- | ---- |
| Segunda División | San Carlos | Costa Rica | 1977 |
| Segunda División | San Carlos | Costa Rica | 1978 |

### Títulos internacionales
| Título                  | Equipo     | Sede   | Año  |
| ----------------------- | ---------- | ------ | ---- |
| Preolímpico de Concacaf | Costa Rica | Varias | 1980 |